# طلق صناعي (فلم)
طلق صناعي فيلم مصري كوميدي، من بطولة ماجد الكدواني وحورية فرغلي، تدور قصته حول زوجين يسعان للحصول على تأشيرة السفر إلى أمريكا، فترفض السفارة إعطائهم التأشيرة فيقرر ماجد الكدواني أن تأخذ زوجته حبوب لتسريع عملية الولادة لتلد في السفارة (على أرض أمريكية)، وليحصل ابنه على الجنسية الأمريكية.

## الممثلون

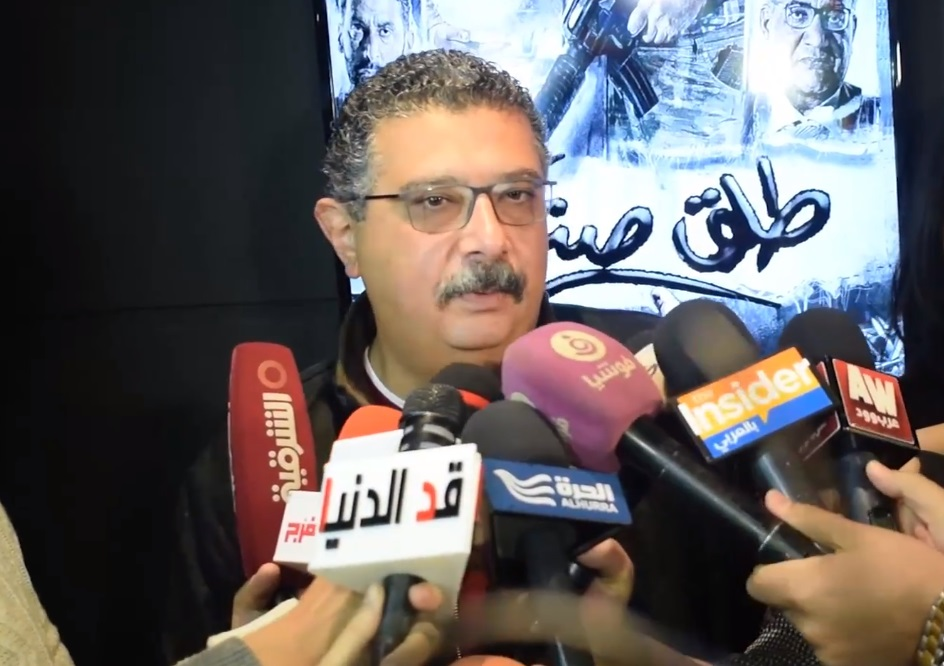
بطل الفيلم ماجد الكدواني أثناء العرض الأول لفيلم طلق صناعي في يناير 2018.

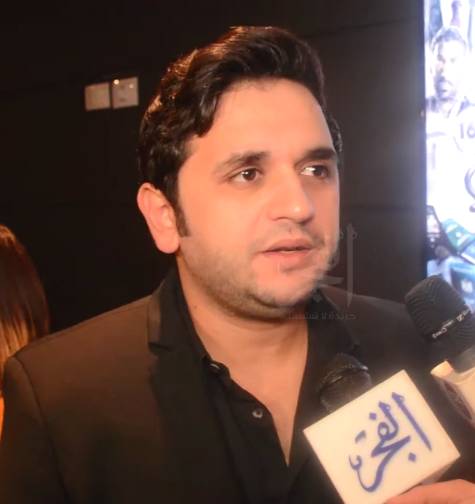
مصطفى خاطر في دور سعيد

| - ماجد الكدواني: حسين - حورية فرغلي: هبة - مصطفى خاطر: سعيد - سيد رجب: اللواء حافظ - بيومي فؤاد: عبد الفتاح - مي كساب: - محمد فراج: حسن الشوربجي - عبد الرحمن أبو زهرة: رئيس الوزراء | - إنعام سالوسة:هانم أم هبة - أكرم الشرقاوي: أندرو - عمرو صالح:طارق مشرف الأمن - علي الطيب: يوسف - نجيب بلحسن: السفير الأمريكي - سالي عابد: جنيفر - محمد علاء: سيد - أحمد الأزعر: عصام | - محمد جمال قلبظ: محمد عبد التواب - حسني شتا:عطية - طاهر أبو ليلة - إيمان الزايدي - عماد الطيب:حارس أمن بالسفارة - وليد الهندي - محمد سالم - لبنى ونس | - عبد المنعم: الأمن - أحمد رجب شعبان - محمود عبد الله: المارينز - انجلينا - بسمة شوقي - مدحت سيد خليل |

## وصلات خارجية
- مقالات تستعمل روابط فنية بلا صلة مع ويكي بيانات